# Пак Ён Хё
Пак Ён Хё (кор. 박영효; 12 июня 1861,  Сувон, Чосон — 21 сентября 1939, Сеул, Японская Корея) — корейский государственный деятель, премьер-министр королевства Чосон (1895).

## Биография
Вместе с Ким Ок Кюном был убежденным сторонником Дуннипдана, или «Партии просвещения», которая стремилась реформировать корейское правительство, экономику и вооруженные силы на основе западных технологий и принципов организации, чтобы Корея смогла противостоять растущему иностранному вмешательству. Сопровождал Кима в его поездке в Токио, встречаясь с различными влиятельными японскими политиками, включая Фукудзаву Юкити. Ему приписывают создание первого корейского национального флага в 1882 г.
Был одним из лидеров Гапсинского переворота (1884), когда группа проамериканских реформаторов с помощью силы свергло консервативное прокитайское правительство Кореи. Однако через три дня китайские войска разбили мятежников и политик был вынужден бежать в Японию.
В 1895 г. был назначен премьер-министром и министром внутренних дел, играя важную роль в открытии Кореи миру. Однако, после Реформы Кабо и убийства королевы Мин, вновь отправляется в изгнание в Японию, где он оставался до 1907 г. По возвращении он был назначен министром королевского двора в администрации Ли Ван Ёна.
После принятия Договора о присоединении Кореи к Японии (1910) ему был пожалован титул маркиза (косяку) и место в Палате пэров Японии.
В 1918 г. был назначен директором Центрального банка Кореи, в 1919 г. — председателем Корейской экономической ассоциации, в 1920 г. — первым президентом газеты The Dong-a Ilbo. Также являлся президентом корпорации Kyungbang, председателем Корейского банка индустриализации и советником японского Генерал-губернатора Кореи.